# Top Model of the World 2018
Top Model of the World 2018 fue la 25.ª edición del certamen Top Model of the World, correspondiente al año 2018; la cual se llevó a cabo el 15 de diciembre en Hurgada, Egipto. Candidatas de 35 países y territorios autónomos compitieron por el título. Al final del evento, Julia Gershun, Top Model of the World 2017 de Ucrania, coronó a Janet Marihan Leyva Rodríguez, de Perú, como su sucesora.

## Resultados
| Posiciones                  | Candidata |
| --------------------------- | --- |
| Top Model of the World 2018 | - Perú - Janet Marihan Leyva Rodríguez |
| Primera Finalista           | - Sri Lanka - Harini Silva |
| Segunda Finalista           | - Puerto Rico - Natalia La Torre Santana |
| Top 5                       | - Brasil - Hosana Angelica Elliot Murta - México - Ivonne Hernández Mendoza |
| Top 16                      | - Amazonia - Sarah Chinikoski Souza - Bélgica - Melissa Girs - Chile - Yeri Chana Valencia - Colombia - Franselys Santoya Ariza - Inglaterra - Georgia Nickerson - Países Bajos - Elysha Pouwels - Portugal - Beatriz Serino - República Dominicana - Maite Tiburcio Maldonado - Rusia - Ekaterina Astashenkova - Turquía - Valeriia Samchylieieva - Venezuela - Ysmar Katherine Martínez |

## Premios especiales
| Premio              | Candidata                                         |
| ------------------- | ------------------------------------------------- |
| Miss Fotogénica     | - México - Ivonne Hernández Mendoza               |
| Miss Popularidad    | - Puerto Rico - Natalia La Torre Santana          |
| Miss Simpatía       | - India - Sufiya Iram Siddiqui                    |
| Mejor en Traje Baño | - Colombia - Franselys Santoya Ariza              |
| Mejor Cuerpo        | - República Dominicana - Maite Tiburcio Maldonado |
| Top Model Meraki    | - Maldivas - Jamsheeda Jamsheed                   |
| Miss Meraki         | - Bélgica - Melissa Girs                          |
| Miss Globe          | - Rusia - Ekaterina Astashenkova                  |
| Reina de Europa     | - Turquía - Valeriia Samchylieieva                |

## Candidatas
35 candidatas compitieron por el título:
(En la tabla se utiliza su nombre completo, los sobrenombres van entrecomillados y los apellidos utilizados como nombre artístico, entre paréntesis; fuera de ella se utilizan sus nombres «artísticos» o simplificados).
| País/Territorio      | Candidata                     |
| -------------------- | ----------------------------- |
| Alemania             | Scarlett Mesa                 |
| Amazonia             | Sarah Chinikoski Souza        |
| Asia del Sur         | Upasana Sankhwar              |
| Bélgica              | Melissa Girs                  |
| Benelux              | Hannelore Bulcke              |
| Bosnia y Herzegovina | Ida Rovcanin                  |
| Brasil               | Hosana Angelica Elliot Murta  |
| Chile                | Yeri Chana Valencia           |
| Colombia             | Franselys Santoya Ariza       |
| Estonia              | Viktoria Skljarova            |
| Filipinas            | Anna Fatima Müller            |
| Francia              | Anne Sophie Baya              |
| Ghana                | Thelma Enam Milady Azasoo     |
| India                | Sufiya Iram Siddiqui          |
| Inglaterra           | Georgia Nickerson             |
| Kosovo               | Neziri Kosovare               |
| Lituania             | Lina Butkeviciute             |
| Maldivas             | Jamsheeda Jamsheed            |
| México               | Ivonne Hernández Mendoza      |
| Países Bajos         | Elysha Pouwels                |
| Perú                 | Janet Marihan Leyva Rodríguez |
| Portugal             | Beatriz Serino                |
| Puerto Rico          | Natalia La Torre Santana      |
| República Dominicana | Maite Tiburcio Maldonado      |
| Rumania              | Lavinia Maria Ichim           |
| Rusia                | Ekaterina Astashenkova        |
| Serbia               | Milica Žejak                  |
| Sierra Leona         | Valerie Milton-Cole           |
| Sri Lanka            | Harini Silva                  |
| Sudáfrica            | Lesedi Lerato Hlatywayo       |
| Suecia               | Sanna Bengts                  |
| Turquía              | Valeriia Samchylieieva        |
| Ucrania              | Olga Dal                      |
| Venezuela            | Ysmar Katherine Martínez      |
| Zimbabue             | Rumbidzai Hannah Muzopa       |

### Candidatas retiradas
- Armenia - Liza Gazyan
- China - Roxette Qiu
- Eurasia  - Merve Akkanat
- Hungría - Eszter Nikolett Józsa
- Italia - Martina Corrias
- Líbano - Anastasia Abou Mitri
- Senegal - Daba Gueye

### Candidatas reemplazadas
- Colombia - Paola Cazarán Bohorquez fue reemplazada por Franselys Santoya Ariza.
- Ghana - Julee Bucoum fue reemplazada por Thelma Enam Milady Azasoo.
- Sudáfrica - Nyathela Lesego fue reemplazada por Lesedi Lerato Hlatywayo.
- Ucrania - Oleksandra Kashyrina fue reemplazada por Olga Dal.

## Datos acerca de las delegadas
- Algunas de las delegadas de Top Model of the World 2018 han participado en otros certámenes internacionales de importancia:
  - Sarah Chinikoski Souza (Amazonia) participó sin éxito en Miss Intercontinental 2021 representando a Brasil.
  - Upasana Sankhwar (Asia del Sur) participó sin éxito en Miss 7 Continentes 2017, Miss Mermaid Internacional 2017, Miss Global City 2018 y World Next Top Model 2019, primera finalista en Lady Universo 2019 y segunda finalista en Top Model Internacional 2019, en estos certámenes representando a India.
  - Melissa Girs (Bélgica) fue semifinalista en Miss Glam World 2018.
  - Hannelore Bulcke (Benelux) participó sin éxito en Miss Turismo Mundo 2018 representando a Bélgica.
  - Sufiya Iram Siddiqui (India) fue cuarta finalista en Miss Lumiere International World 2018 y participó sin éxito en Miss Asia Awards 2019 y Miss Intercontinental 2019, en estos dos últimos representando a Irán.
  - Georgia Nickerson (Inglaterra) fue semifinalista en Miss Intercontinental 2019.
  - Neziri Kosovare (Kosovo) participó sin éxito en Miss Intercontinental 2017.
  - Ivonne Hernández Mendoza (México) fue tercera finalista en Reina Mundial del Banano 2017.
  - Janet Marihan Leyva Rodríguez (Perú) fue primera finalista en Miss Model of the World 2016 y cuartofinalista en Miss Grand Internacional 2022.
  - Beatriz Serino (Portugal) fue segunda finalista en Miss Summer 2018 y Virreina Miss Meosamérica Internacional en Miss Mesoamérica Internacional 2022.
  - Natalia La Torre Santana (Puerto Rico) fue primera finalista en Miss Teenager Universe 2013.
  - Lavinia Maria Ichim (Rumania) participó sin éxito en Miss Model of the World 2015 y Miss 7 Continentes 2018.
  - Ekaterina Astashenkova (Rusia) participó sin éxito en Miss Grand Internacional 2022.
  - Milica Žejak (Serbia) participó sin éxito en Miss Intercontinental 2017, representando a Bosnia y Herzegovina, Lady Universo 2018 y Miss Model of the World 2018.
  - Lesedi Lerato Hlatywayo (Sudáfrica) participó sin éxito en Miss Supermodel Worldwide 2018 y semifinalista en Miss Intercontinental 2021.

## Sobre los países en Top Model of the World 2018

### Naciones debutantes
| - Amazonia - Asia del Sur | - Chile - Maldivas |

### Naciones que regresan a la competencia
Compitió por última vez en 1999:
- Perú

Compitió por última vez en 2010/2011:
- Lituania

Compitieron por última vez en 2011/2012:
- Bosnia y Herzegovina
- Estonia

Compitió por última vez en 2013:
- Países Bajos

Compitió por última vez en 2014:
- Portugal

Compitieron por última vez en 2015:
- República Dominicana
- Rusia
- Serbia
- Venezuela

Compitieron por última vez en 2016:
- Colombia
- Francia
- Ghana
- India
- Puerto Rico
- Sri Lanka
- Sudáfrica
- Suecia
- Turquía

### Naciones ausentes
| - África del Norte - Argelia - Armenia - Bielorrusia - Canadá - Cuba - Dinamarca - Egipto - El Salvador - España - Estados Unidos - Hungría - Irlanda - Italia | - Laos - Letonia - Líbano - Mar Báltico - Mediterráneo - Moldavia - Montenegro - Polonia - San Andrés, Providencia y Santa Catalina - Seychelles - Sudán del Sur - Tailandia - Vietnam |